# Censo de Guatemala de 2018
El XII Censo de Población y VII de Vivienda 2018 de Guatemala se llevó a cabo del 23 de julio de 2018 al 16 de agosto del 2018 donde se realizaron preguntas a toda la población guatemalteca. El censo nacional de población y vivienda fue realizado por el Instituto Nacional de Estadística (INE) . Siendo el último realizado en el país hace 16 años en el año 2002.
Los datos arrojaron que el país contaba con 14,901,286 personas, existiendo un 9% de omisión y falta de datos. Existiendo 132,400 viviendas que no fueron censadas según estimaciones.
En el censo hubo 20,554 personas trabajando en el proceso de levantamiento de datos entre ellos 14,156 censistas, 3,621 supervisores, 1,851 pilotos, 427 coordinadores municipales, 200 auxiliares municipales, 52 coordinadores departamentales, 8 pilotos regionales, 13 enlaces de comunicación y 12 coordinadores regionales.

## Datos generales demográficos
A continuación se presentan dos tablas con datos demográficos:

#### Datos generales según censo 2018
| Guatemala                   | Guatemala  |
| --------------------------- | ---------- |
| Población total             | 14 901 286 |
| Hombres                     | 7 223 096  |
| Mujeres                     | 7 678 190  |
| Urbano                      | 54%        |
| Rural                       | 46%        |
| Edad promedio               | 26.5 años  |
| Tasa de dependencia         | 63.91      |
| Años promedio de estudio    | 6.23       |
| Alfabetismo                 | 81%        |
| Total viviendas             | 3 275 931  |
| Promedio personas por hogar | 4.55       |

##### Datos por etnia según censo 2018
| Guatemala        | Guatemala  |
| ---------------- | ---------- |
| Población total  | 14 901 286 |
| Ladino           | 8 346 120  |
| Maya             | 6 207 503  |
| Xinca            | 264 167    |
| Extranjero       | 36 320     |
| Afrodescendiente | 27 647     |
| Garífuna         | 19 529     |

## Resultados generales por departamento
|  | 20,23 % |

|  | 22,62 % |

|  | 8,15 % |

|  | 7,53 % |

|  | 7,86 % |

|  | 7,07 % |

|  | 6,93 % |

|  | 6,91 % |

|  | 6,37 % |

|  | 5,83 % |

|  | 5,36 % |

|  | 5,56 % |

|  | 4,92 % |

|  | 4,79 % |

|  | 4,13 % |

|  | 3,97 % |

|  | 3,72 % |

|  | 3,59 % |

|  | 3,66 % |

|  | 3,46 % |

|  | 3,28 % |

|  | 3,26 % |

|  | 2,83 % |

|  | 3,02 % |

|  | 2,81 % |

|  | 2,80 % |

|  | 2,78 % |

|  | 2,74 % |

|  | 2,74 % |

|  | 2,69 % |

|  | 2,66 % |

|  | 2,68 % |

|  | 2,30 % |

|  | 2,21 % |

|  | 2,22 % |

|  | 2,17 % |

|  | 2,19 % |

|  | 2,15 % |

|  | 2,01 % |

|  | 1,92 % |

|  | 1,65 % |

|  | 1,78 % |

|  | 1,18 % |

|  | 1,24 % |

|  | 100 % |

|  | 100 % |

Población Historica
| #   | Departamento   | Población  | Población  | Población | Población | Cambio | Porcentaje 2002-2018 |
| #   | Departamento   | 2018       | 2002       | 1994      | 1981      | Cambio | Porcentaje 2002-2018 |
| --- | -------------- | ---------- | ---------- | --------- | --------- | ------ | -------------------- |
| 01° | Guatemala      | 3 015 081  | 2 541 581  | 1 813 825 | 1 311 192 | 18.6%  | 473,500              |
| 02° | Alta Verapaz   | 1 215 038  | 776 246    | 543 777   | 322 008   | 56.6%  | 438,792              |
| 03° | Huehuetenango  | 1 170 669  | 846 544    | 634 374   | 431 343   | 38.3%  | 324,125              |
| 04° | San Marcos     | 1 032 277  | 794 951    | 645 418   | 472 326   | 29.8%  | 237,326              |
| 05° | Quiché         | 949 261    | 655 510    | 437 669   | 328 175   | 49.5%  | 324,545              |
| 06° | Quetzaltenango | 799 101    | 624 716    | 503 857   | 366 949   | 27.9%  | 174,385              |
| 07° | Escuintla      | 733 181    | 538 746    | 386 534   | 334 666   | 36.1%  | 194,435              |
| 08° | Chimaltenango  | 615 776    | 446 133    | 314 813   | 230 059   | 38.0%  | 169,643              |
| 09° | Suchitepéquez  | 554 695    | 403 945    | 307 187   | 237 554   | 37.3%  | 150,750              |
| 10° | Petén          | 545 600    | 366 735    | 224 884   | 131 927   | 48.8%  | 178,865              |
| 11° | Jutiapa        | 488 395    | 389 085    | 307 491   | 251 068   | 25.5%  | 99,310               |
| 12° | Sololá         | 421 583    | 307 661    | 222 094   | 154 249   | 37.0%  | 113,922              |
| 13° | Totonicapán    | 418 569    | 339 254    | 272 094   | 204 419   | 23.4%  | 79,315               |
| 14° | Chiquimula     | 415 063    | 302 485    | 230 767   | 168 863   | 37.2%  | 112,578              |
| 15° | Izabal         | 408 688    | 314 306    | 253 153   | 194 618   | 30.0%  | 94,382               |
| 16° | Santa Rosa     | 396 607    | 301 370    | 246 698   | 194 168   | 31.6%  | 95,237               |
| 17° | Jalapa         | 342 923    | 242 926    | 196 940   | 136 091   | 41.2%  | 99,997               |
| 18° | Sacatepéquez   | 330 469    | 248 019    | 180 647   | 121 127   | 33.2%  | 82,450               |
| 19° | Retalhuleu     | 326 828    | 241 411    | 188 764   | 150 923   | 35.3%  | 85,417               |
| 20° | Baja Verapaz   | 299 476    | 215 915    | 155 480   | 115 602   | 38.7%  | 83,561               |
| 21° | Zacapa         | 245 374    | 200 167    | 157 008   | 115 712   | 22.6%  | 45,207               |
| 22° | El Progreso    | 176 632    | 139 490    | 108 400   | 81 188    | 26.6%  | 37,142               |
| -   | Guatemala      | 14 901 286 | 11 237 196 | 8 331 874 | 6 054 227 | 32.6%  | 3,664,090            |

## Categorías
- Datos: Q123579371